# 加尼神庙

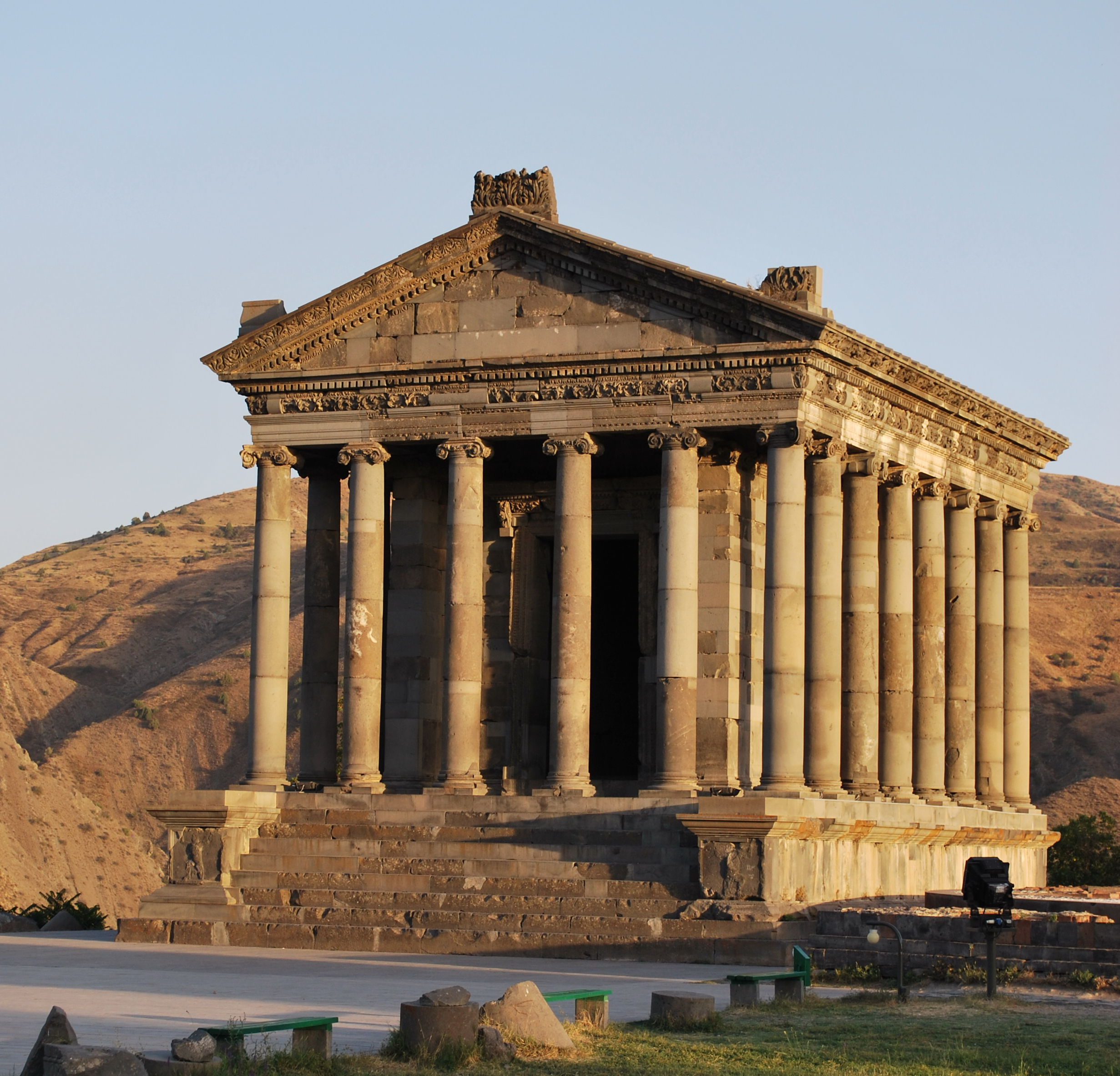

40°06′45″N 44°43′49″E / 40.112421°N 44.730277°E
加尼神廟是亞美尼亞，也是前蘇聯地區唯一的希臘-羅馬式列柱建築。加尼神廟位於加尼村，是前基督教時代亞美尼亞的標誌性建築。該建築可能由亚美尼亚的梯利达特斯一世下令建造。1679年6月4日，加尼神廟因地震而坍塌。1968年，蘇聯政府同意重建加尼神廟，並在1975年竣工。加尼神廟也被用在1995-2005版亞美尼亞德拉姆紙幣設計上。